# Trachipteridae

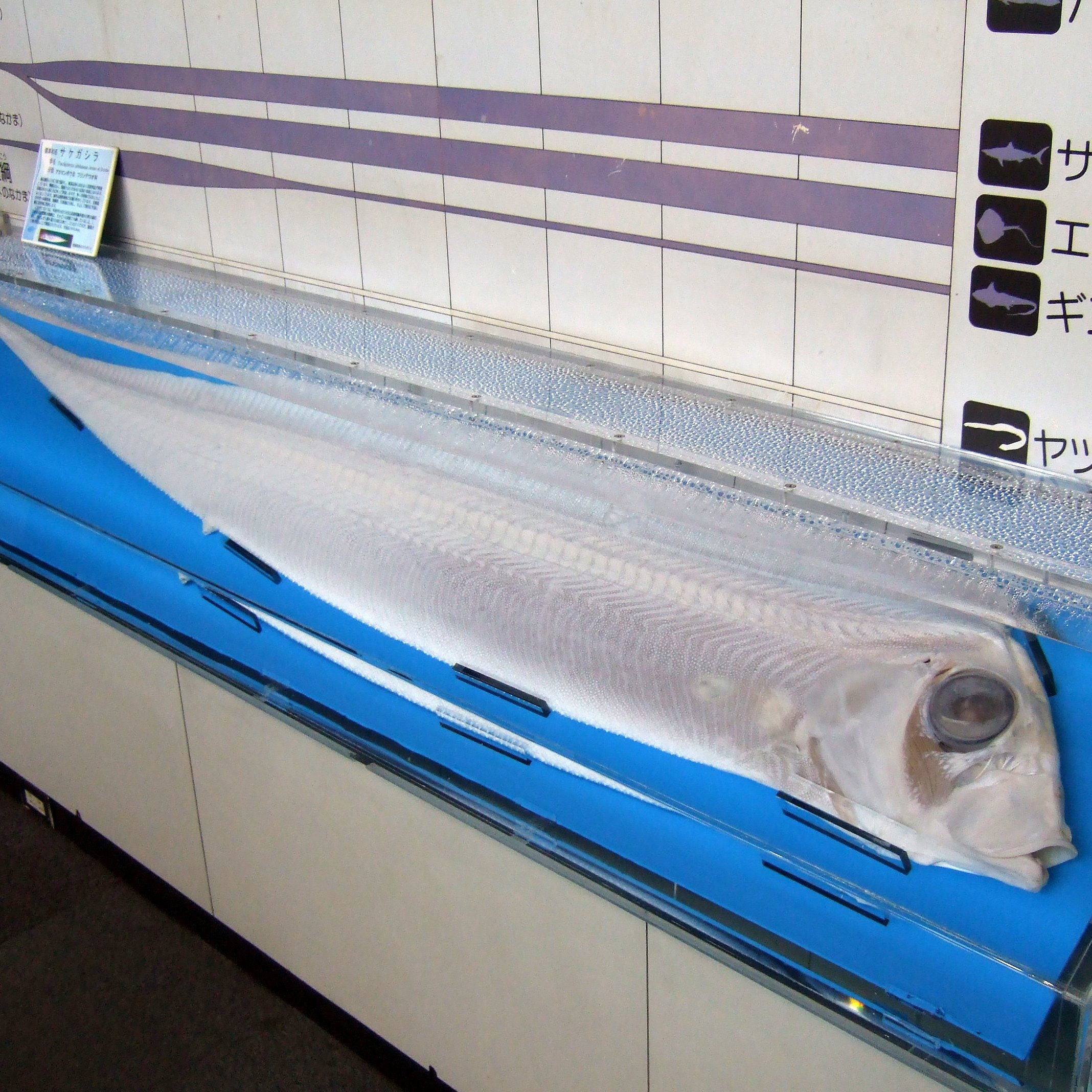
Trachipterus ishikawae

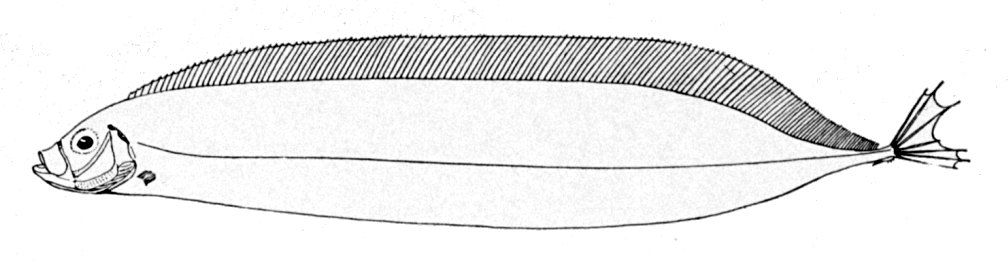
Traquíptero (Trachipterus trachypterus).

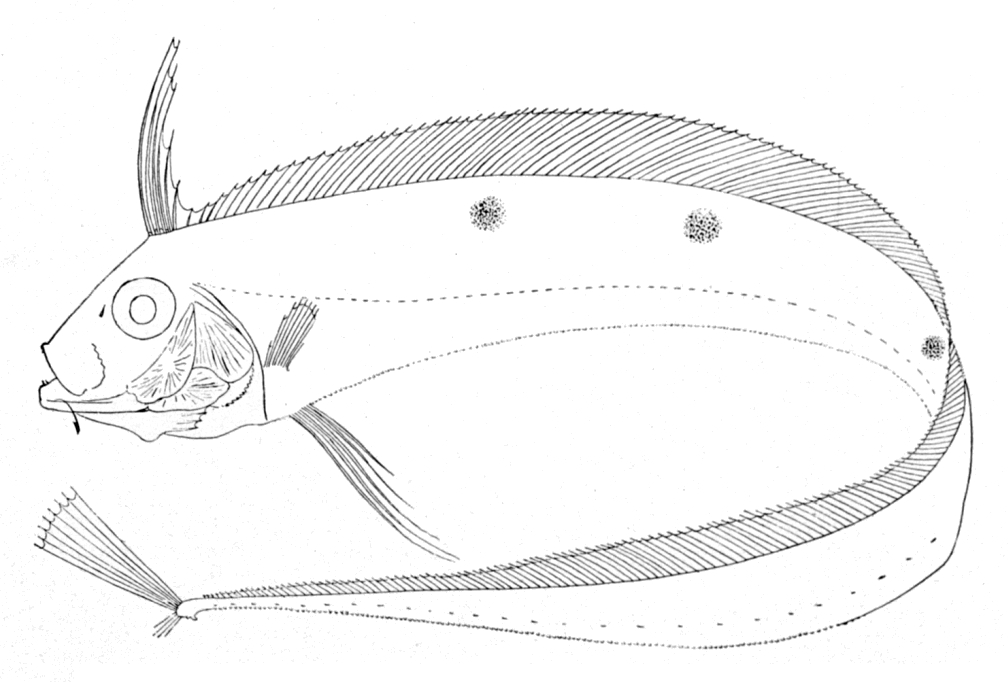
Listoncillo festón (Zu cristatus).

Trachipteridae es la familia de peces marinos a la que pertenecen los listoncillos o cintillas, incluida en el orden de los Lampridiformes, distribuidos por el océano Atlántico, el Ártico y el Mediterráneo, y los océanos Índico y Pacífico. Su nombre procede del griego: trachys (encrespado) + pteryx (aleta).

## Morfología
Cuerpo alargado y muy aplastado -en forma de cinta o listón, de ahí sus nombres- con una longitud máxima descrita de 1,7 m; piel desnuda o con escamas cicloideas caducas; no tienen aleta anal, mientras que la aleta caudal es larga solo con un lóbulo superior y orientada perpendicularmente al cuerpo, y la aleta doral es muy larga con su origen cerca de la punta del hocico; grandes ojos; boca con dientes; no tienen costillas; la vejiga natatoria, cuando está presente, es rudimentaria.

## Géneros y especies
Existen 10 especies agrupadas en 3 géneros:
- Género Desmodema (Walters y Fitch, 1960)
  - Desmodema lorum (Rosenblatt y Butler, 1977) - Listoncillo látigo.
  - Desmodema polystictum (Ogilby, 1898) - Cinta
- Género Trachipterus (Goüan, 1770)
  - Trachipterus altivelis (Kner, 1859) - Rey de los salmones o Cinta.
  - Trachipterus arcticus (Brünnich, 1788) - Cardenal atlántico.
  - Trachipterus fukuzakii (Fitch, 1964) - Listoncillo pabilo o Cinta.
  - Trachipterus ishikawae (Jordan y Snyder, 1901)
  - Trachipterus jacksonensis (Ramsay, 1881)
  - Trachipterus trachypterus (Gmelin, 1789) - Traquíptero, Cinta gris, Faxia, Fleuma o Pez cinta.
- Género Zu (Walters y Fitch, 1960)
  - Zu cristatus (Bonelli, 1819) - Listoncillo festón, Cardenal, Cinta moñuda o Flema.
  - Zu elongatus (Heemstra y Kannemeyer, 1984)